# Rybník (Nitra)
Rybník (in ungherese Garamszőlős) è un comune della Slovacchia facente parte del distretto di Levice, nella regione di Nitra.
Ha dato i natali a Benedikt Sőlőši (1609-1656), gesuita che compilò Cantus catholici, la prima raccolta di canti cattolici in slovacco.